# Bandera de Sariego
La bandera de Sariego es rectangular, de proporciones 2:3 (ancho:largo). Está dividida en tres franjas horizontales de igual tamaño, verde la superior, amarilla la central, y azul la inferior. En su versión de gala, puede llevar bordado el escudo municipal en el centro.
La franja verde representa al Concejo (Sariego), la amarilla a la nación (España), y la azul a la comunidad autónoma (Principado de Asturias), entes territoriales con los que se identifica el municipio.
- Datos: Q5718781